# Aed (Sagengestalt)
Aed („Feuer“) oder Aedh ist ein häufiger Name in der keltischen Mythologie Irlands. In seinem Ursprung wird ein keltischer Sonnengott vermutet.

## Mythologie
In der irischen Mythologie wird Aed manchmal mit Goll mac Morna gleichgesetzt. Auch ein Sohn des Bodb Dearg heißt Aed(h). Weiterhin wird hinter Aed Alainn ein Synonym des Dagda vermutet. Fionn mac Cumhaill tötet Aed mac Fidga, als dieser aus den Feenhügeln tritt. Als Aeds Mutter wird in einigen Überlieferungen Aobh angesehen. Aed und Ernmas werden im Lebor Gabala Eirenn („Das Buch der Landnahmen Irlands“) als Eltern von Anu genannt. Aed Abrath („Feuer der Wimpern“, „Pupille“) gilt als Vater der Fee Fand („Perle der Schönheit“, „Träne“) und ihrer Schwester Lí Ban.

## Deutung
Aed ist ein relativ häufiger Name in den irischen Sagen. Die Zusammenhänge, in denen dieser Name auftritt, lassen einen gemeinsamen Ursprung einer Sonnengottheit vermuten, die ebenfalls als Aed bezeichnet wird: Goll mac Morna wird als „der Einäugige“ bezeichnet, Mac Graine heißt übersetzt „Sohn der Sonne“, und Aed mac ainninne besingt die Seen Irlands und bringt sie so zum Verdunsten. Bodb Deargs Sohn soll als Mitgift rotes Gold erhalten, welches als sonnengleiches Metall verehrt wurde.
Auch in christliche Legenden wurde Aed übernommen. So wird der Heilige Aed mac Bricc bis ins späte Mittelalter selbst auf dem Festland gegen Kopfschmerzen angerufen und fährt einen einrädrigen Wagen durch die Lüfte. Das Rad wird als Symbol der Sonne gesehen. Er wird weiterhin als Heiler gesehen, der Tote erwecken kann. Dies deutet auf die lichte Gestalt Aeds hin und stellt in mehrfacher Weise den Bezug zur Sonne her.